# آنا كريستنسن
آنا كريستنسن (بالسويدية: Anna Christensen)‏ هي قانونية سويدية، ولدت في 9 يناير 1936 في Engelbrekt Parish ‏ في السويد، وتوفيت في 26 مارس 2001 في Lund Cathedral parish ‏ في السويد.